# アンドレイ・ベールイ

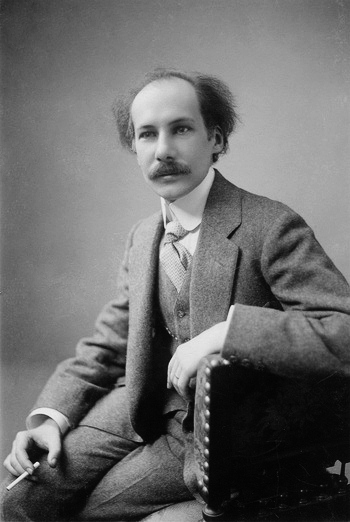
ブリュッセルのベールイ

アンドレイ・ベールイ（Андрей Белый 1880年10月26日-1934年1月8日）とは、ロシアの小説家、詩人、評論家である。本名はボリス・ニコラエヴィチ・ブガエフ（Бори́с Никола́евич Буга́ев）。
ロシア後期象徴派の中心的人物であり、その実験的な作風や独自の詩論で知られている。

## 略歴

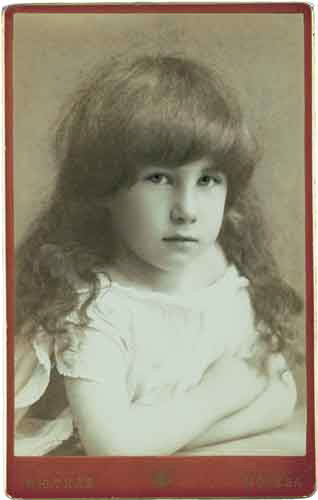
幼年期のアンドレイ・ベールイ（愛称：ボリャ 1885年撮影）

モスクワ出身。モスクワ数学会長でもあった有名な数学者、哲学者であるニコライ・ブガエフ教授を父に持つ。
26歳までモスクワ中心部のアルバート通りで暮らす。彼が幼年期と青年期を過ごした家は、現在「ベールイの家博物館」になっている。1891年から1899年にかけて、ソロヴィヨフやブリューソフなども卒業しているポリワーノフ・ギムナジウムで学ぶ。文学に触れる一方で、仏教やオカルティズムにも親しんだ。当時のベールイに強い影響を与えたのは、ドストエフスキー、イプセン、ニーチェである。若き日のベールイは、神秘主義的な芸術の雰囲気と実証哲学や精密科学を結びつけようとしていた。彼がモスクワ大学理数学部で自然科学を選択し、ダーウィンを学び無脊椎動物の研究をしながらも、「芸術世界」を毎号欠かさず読んでいたことは偶然ではない。
ギムナジウム時代にはソロヴィヨフの著作を出版していた弟ミハイルと親交があった。大学では「デカダン派」に接近。
1904年、パーベル・アーストロフ宅で「アルゴー船の勇士たち」が集まる。このサークルのとある会議で、「自由の良心」という題で哲学と文学に関する著作集を出すべきであるという提案がなされた。そして、1906年にはその著作集が2冊出版されている。
1903年、アレクサンドル・ブロークとの文通を始め、翌年には知己の仲となっていた。ベールイはこの年に成績優等で大学を卒業している。1904年、歴史哲学科へ入りなおすが授業にはすぐ出なくなり、除籍願を届け出ている。しばらく文芸誌「天秤宮」への寄稿に自分の人生を捧げることを決意したのであった。
当時のベールイにとって最も親しい友人はブロークであった。しかし、ブロークは自分の若妻であるリュボーフィ・メンデレーエワをほとんどかまわずにいた。彼はひねもす気のおけない女性たちと過ごすことを望んでいたのである。悶々とした日々を送るブロークの妻がわが身の不平をかこつ相手こそ、夫と親しいアンドレイ・ベールイであった。ベールイはことあるごとに彼女のもとを訪れていた。2人の若者が互いの愛を確認しあうのに時間はかからなかった。こうした関係は2年続いた。1906年、ブロークはこの三角関係をうたった有名な詩を書いている（『見世物小屋』）。この間、ベールイは自殺を考えたこともあったという。リュボーフィは結局、夫とは別れなかった。失意のベールイは外国へと発った。
2年以上を国外で過ごし、そこでベールイはブロークとリュボーフィに捧げた詩集を2冊出した。その後ロシアへ戻り、アーシャ・トゥルゲーネワと結婚。1911年、彼女とともにシチリアやエジプトなどをまわり旅行する。1912年にはベルリンでシュタイナーと出会い、すぐに傾倒するようになった。それはかつての作家サークルからの離脱を意味した。ベールイの才能を認める友人や読者は、芸術家としての独自性が失われてしまうことを心配していた。しかし、それは杞憂であった。
十月革命ののち、彼はモスクワのプロレトクリトで若きプロレタリアの作家にまじって詩と散文の理論を学んだ。このころ、ベールイは詩人としていくつかの著作を出している。また、彼の理論面での主たる仕事である「シンボリズム」も同時期に成された。
1917年、アーシャと離婚し再び外国へ発った（後にベールイはクラーヴジヤ・ニコラーエヴナと再婚）。当時の詩にはこの別離の苦しみが読み取れるものもあり、アーシャその人をうたった詩も多い。「銀の鳩」のカーチャには、彼女のイメージが重ねられている。彼女の回想録は現在のベールイ研究の重要な資料となっている。
ベールイは亡くなったのは1934年のことである。

## ベールイと音楽
「銀の時代」の詩人たちが音楽を至上の表現形式であると考えていたように、ベールイもまた音楽と詩や散文との関係を独自にとらえていた。

## 代表作
長編小説『ペテルブルグ』は、ウラジーミル・ナボコフが『ユリシーズ』、『失われた時を求めて』などと並ぶ20世紀の傑作のひとつに数えている。

## 邦訳
- 『回帰』工藤正廣訳、白水社『現代ロシア幻想小説』、1971年。
- 『魂の遍歴』川端香男里訳、白水社（20世紀のロシア小説）、1973年。
- 『詩学の原理』川端香男里訳、筑摩書房（世界批評大系）、1975年。
- 『銀の鳩』川端香男里訳、講談社、1977年。小平武訳、集英社（世界の文学）、1978年。
- （J.ヘムレーベンとの共著）『シュタイナー入門』川合増太郎・定方明夫・鈴木晶訳、人智学出版社、1982年。
- 『ペテルブルグ』上下巻、川端香男里訳、講談社文芸文庫、2000年。